# Curtis (album của 50 Cent)
Curtis là album phòng thu thứ ba của rapper người Mỹ 50 Cent. Album được phát hành ngày 11 tháng 9 năm 2007 tại Hoa Kỳ bởi Aftermath Entertainment và Interscope Records. Album được sản xuất bởi Dr Dre, Eminem, và Timbaland, và những người khác. Tác giả âm nhạc đã ghi nhận rằng 50 Cent phân chia giữa bài hát "cứng" và bài hát "mềm" trong album.
Website bán hàng trực tuyến Amazon nhận định: với album "Curtis", 50 Cent rất xứng với danh hiệu rapper xuất sắc nhất.

## Danh sách các track trong album
| STT | Nhan đề                                                    | Sáng tác                                                  | Producer(s)              | Thời lượng |
| --- | ---------------------------------------------------------- | --------------------------------------------------------- | ------------------------ | ---------- |
| 1.  | "Intro"                                                    |                                                           |                          | 0:50       |
| 2.  | "My Gun Go Off"                                            | Adam Deitch, Eric Krasno, Derek Prosper                   | Adam Deitch, Eric Krasno | 3:12       |
| 3.  | "Man Down"                                                 | Ben Raleigh, Don Cannon, J. Powell, David Mook            | Detroit Red, Don Cannon  | 2:49       |
| 4.  | "I'll Still Kill" (featuring Akon)                         | Aliaune Thiam, Khalil Abdul-Rahman, Brooks Honeycutt      | DJ Khalil                | 3:43       |
| 5.  | "I Get Money"                                              | Kirk Robinson, William Stanberry                          | Apex                     | 3:43       |
| 6.  | "Come and Go" (featuring Dr. Dre)                          | Terry Lewis, J. Harris, Andre Young                       | Dr. Dre                  | 3:18       |
| 7.  | "Ayo Technology" (featuring Justin Timberlake & Timbaland) | Tim Mosley, Justin Timberlake, Nate Hills                 | Timbaland, Danja         | 4:07       |
| 8.  | "Follow My Lead" (featuring Robin Thicke)                  | C. Whitacre, Josh Henderson                               | Tha Bizness              | 3:17       |
| 9.  | "Movin' on Up"                                             | Freddie Perren, Leon Ware, Christine Yarian, Jacob Dutton | Jake One                 | 3:24       |
| 10. | "Straight to the Bank"                                     | Ty Fyffe, A. Young                                        | Ty Fyffe, Dr Dre         | 3:10       |
| 11. | "Amusement Park"                                           | Teraike Crawford, A. R. Hatchett, Hailey Campbell         | Dangerous LLC            | 3:09       |
| 12. | "Fully Loaded Clip"                                        | Kejuan Muchita                                            | Havoc                    | 3:13       |
| 13. | "Peep Show" (featuring Eminem)                             | Jeff Bass, Marshall Mathers, Mike Strange, Tony Campana   | Eminem                   | 3:52       |
| 14. | "Fire" (featuring Young Buck & Nicole Scherzinger)         | S. Jordan, A. Young, Dawaun Parker, Nikki Grier           | Dr. Dre                  | 2:49       |
| 15. | "All of Me" (featuring Mary J. Blige)                      | Jacob Dutton                                              | Jake One                 | 3:51       |
| 16. | "Curtis 187"                                               | Kejuan Muchita                                            | Havoc                    | 3:57       |
| 17. | "Touch the Sky" (featuring Tony Yayo)                      | Marvin Bernard, Jason Harrold, Keyon Harold               | K-Lassik Beats           | 3:10       |

| U.K. bonus tracks | U.K. bonus tracks                                        | U.K. bonus tracks | U.K. bonus tracks |
| STT               | Nhan đề                                                  | Producer(s)       | Thời lượng        |
| ----------------- | -------------------------------------------------------- | ----------------- | ----------------- |
| 18.               | "Smile (I'm Leavin')"                                    | K-Lassik Beats    | 4:29              |
| 19.               | "I Get Money (Forbes 1-2-3 Remix)" (feat. Diddy & Jay-Z) | Apex              | 4:31              |
| 20.               | "Hustler's Ambition"                                     | B-Money "B$"      | 4:02              |